# Parijse metrolijn 3bis
De Parijse metrolijn 3bis is een van de zestien lijnen van het Parijse metronetwerk. Hij verbindt de metrostations Gambetta en Porte des Lilas, en ligt in het 20e arrondissement in het oosten van Parijs.
Met een lengte van 1,3 km en slechts vier stations is het de kortste lijn van het netwerk, en ook veel minder druk met iets meer dan anderhalf miljoen passagiers in 2003. Het traject werd gebouwd tijdens de jaren 1910 als een verlengstuk van lijn 3. Na de verlenging van lijn 3 naar Gallieni in 1971 liep deze niet meer over het traject Gambetta - Porte des Lilas, waarna het overgebleven traject verzelfstandigd werd. Bij het eindpunt Porte des Lilas kan worden overgestapt op lijn 11 en op Tramlijn 3b.

## Geschiedenis

### Tijdlijn
- 27 november 1921: opening van het stuk Gambetta - Porte des Lilas en start van een pendeldienst tussen lijn 3 en lijn 7.
- 3 september 1939: einde van de pendeldienst.
- 27 maart 1971: afscheiding van het stuk Gambetta - Porte des Lilas, waardoor lijn 3bis ontstaat.

### Lijn 3

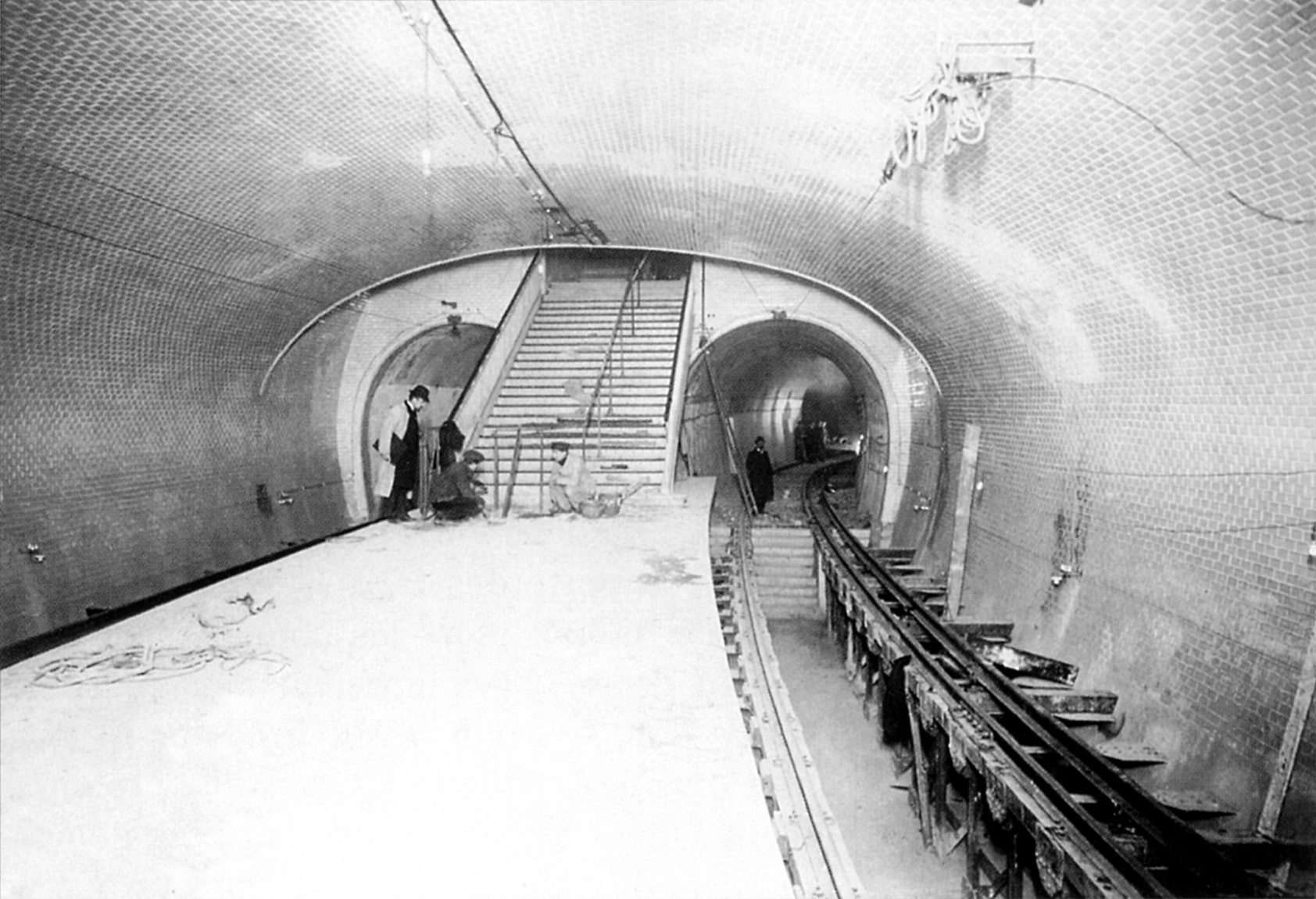
Station Gambetta, vlak voor zijn opening. Deze perrons werden op 27 maart 1971 het eindpunt van lijn 3bis.

Op 13 maart 1903 gaf de gemeente de concessie tot aanleg van een tweede oost-west metrolijn aan de Compagnie du chemin de fer métropolitain de Paris (CMP). Op 19 oktober 1904 werd de eerste sectie van de lijn geopend, tussen Villiers en Père-Lachaise. Op 25 januari 1905 werd de lijn in zijn geheel tot Gambetta geopend. De nieuwe lijn bestond uit zeventien stations. Een westelijke uitbreiding werd geleidelijk geopend: tot aan Pereire op 23 mei 1910, en tot aan Porte de Champerret op 15 februari 1911.

### Verlenging van lijn 3
De gemeenteraad van Parijs besloot in 1901 geen nieuwe uitbreidingen van het metronetwerk meer te bouwen, omdat in principe overal in de stad binnen 400 meter een metrostation was. Desondanks presenteerde Fulgence Bienvenüe, de ontwerper van de Parijse metro, op 4 december 1901 een plan voor uitbreidingen van het metronetwerk. Het plan omvatte verschillende nieuwe lijnen en uitbreidingen, waaronder een uitbreiding van lijn 3 van Gambetta naar Porte de Romainville (nu bekend als Porte des Lilas). De gemeente Parijs besloot daarop op 26 juni 1903 een lening van 179 miljoen frank aan te gaan om de plannen te kunnen financieren. Op 23 december 1907 verleende de stad Parijs de vervoersconcessie voor de nieuwe lijnen Compagnie du chemin de fer métropolitain de Paris (CMP), het bedrijf dat ook de lijnen 1 en 2 exploiteerde.
De uitbreiding was 2,157 km lang en omvatte ook een enkelspoors tunnel tussen de stations Porte des Lilas en Pré Saint-Gervais om een verbinding te maken met lijn 7 (tegenwoordig lijn 7bis). De lijn liep onder de Avenue Gambetta tot aan Porte des Lilas, waar een keerlus werd gebouwd. De werkzaamheden werden bemoeilijkt door een instabiele grond, met veel grondwater. Omdat de grond dieper onder straatniveau harder was, is de lijn uit veiligheidsoverwegingen dieper onder de grond gebouwd.

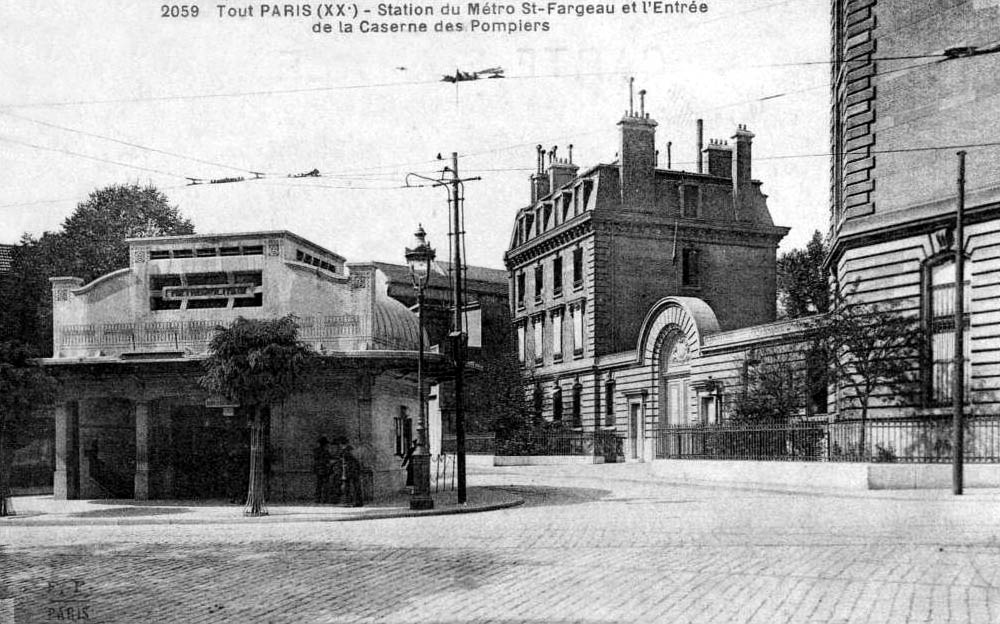
Station Saint-Fargeau, anno 1920.

De werkzaamheden waren bijna voltooid aan de vooravond van de Eerste Wereldoorlog, en werden toen stilgelegd. In december 1920 werden de werkzaamheden hervat. In de plannen uit december 1901 had de tunnel gebruikt moeten worden door lijn 3 en door een pendeldienst tussen lijn 3 en lijn 7. Het stuk tunnel voor deze verbinding was echter nog niet aangesloten op de rest van het netwerk, waardoor het niet gebruikt kon worden door doorgaande treinen. Hierop werd besloten de sectie los te exploiteren: de sectie Gambetta - Porte des Lilas en de pendeldienst werden ingehuldigd op 27 november 1921. Bij het begin van de Tweede Wereldoorlog werd de pendeldienst gestaakt en werd de dienstregeling versoberd.

### Het ontstaan van lijn 3bis
In de loop van de jaren zestig vond de gemeente Parijs dat de sector rond Porte de Bagnolet onvoldoende bereikbaar was met het openbaar vervoer, terwijl er wel een grote vervoersvraag was. Daarom werd besloten tot de uitbreiding van lijn 3 richting Bagnolet (Gallieni) Het stuk Gambetta - Porte des Lilas kon daardoor niet meer aangedaan worden door lijn 3. Daarop werd besloten deze sectie los te exploiteren als lijn 3bis.
Bij deze gelegenheid werd ook het station Gambetta aangepakt. Het station, dat voorheen was opgebouwd uit twee delen, werd grondig gemoderniseerd. De zuidelijke helft werd gesloopt, terwijl de noordelijke helft werd hergebruikt als het eindpunt van de nieuwe lijn 3bis. Er werden nieuwe perrons gemaakt ter behoeve van lijn 3, en het nabijgelegen station Martin Nadaud (op slechts 235 meter) werd onderdeel van het station.
Het vernieuwde station Gambetta werd op 23 augustus 1969 geopend; lijn 3bis werd op 27 maart 1971 geopend, en de uitbreiding van lijn 3 naar Bagnolet op 2 april 1971.

## De lijn

### Tracé

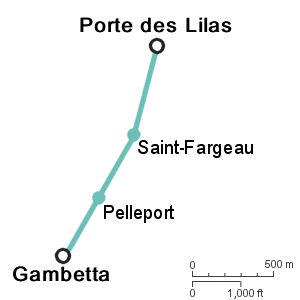
Kaart van de lijn

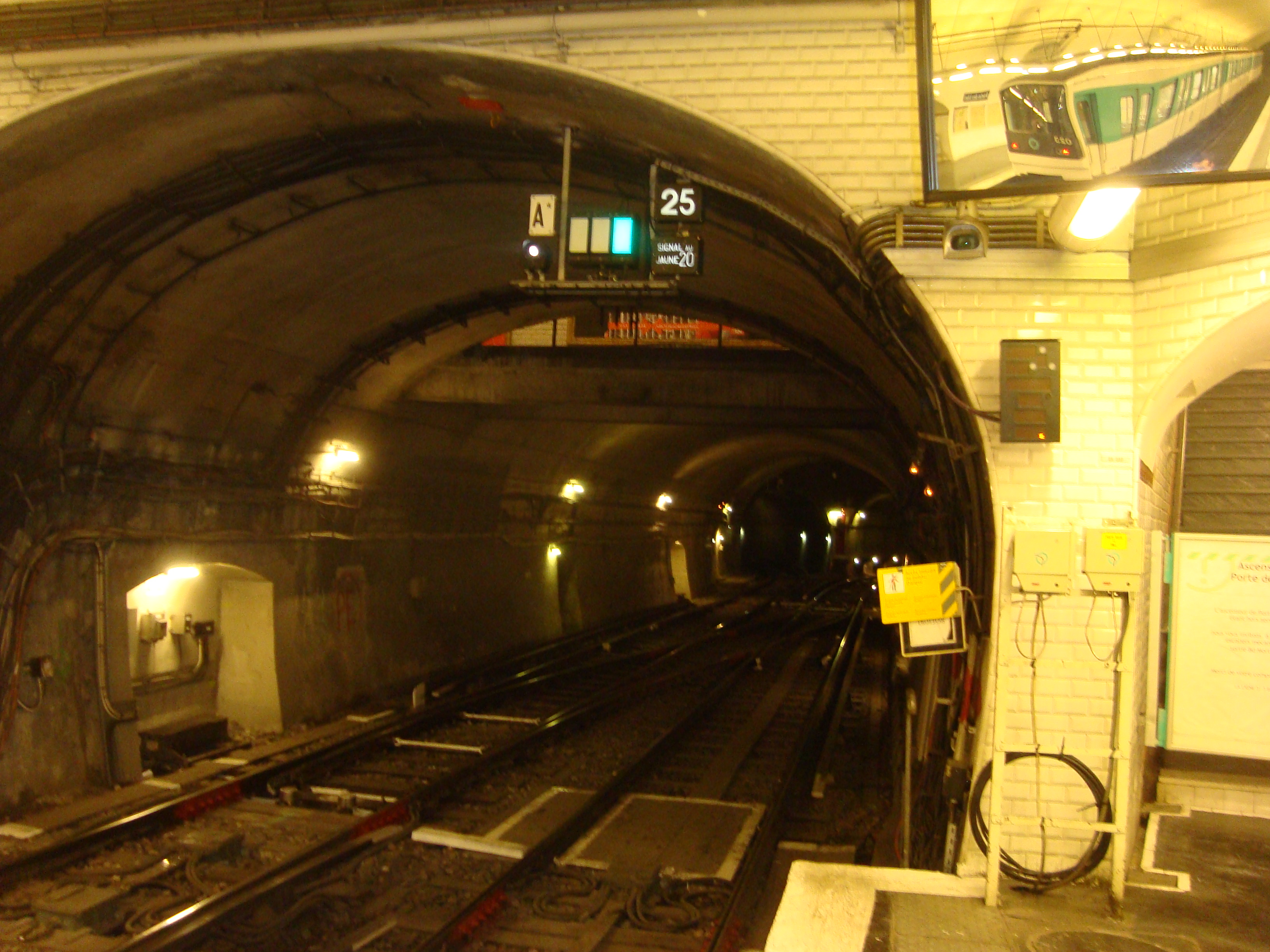
Keertunnel op station Porte des Lilas

Lijn 3bis ligt volledig ondergronds, en is 1,289 kilometer lang. De lijn heeft vier stations, en de gemiddelde afstand tussen de stations is slechts 433 meter.
Lijn 3bis begint op station Gambetta dat een smal middenperron heeft, omringd door twee sporen. De lijn loopt onder de Avenue Gambetta in het noordoosten van Parijs en loopt in een bijna rechte lijn langs de twee stations Pelleport en Saint-Fargeau. Hierna buigt de lijn iets af, voordat de eindhalte Porte des Lilas wordt bereikt.
De lijn eindigt met een keerlus, die ook een verbinding heeft naar lijn 7bis

### Overzicht van de lijn

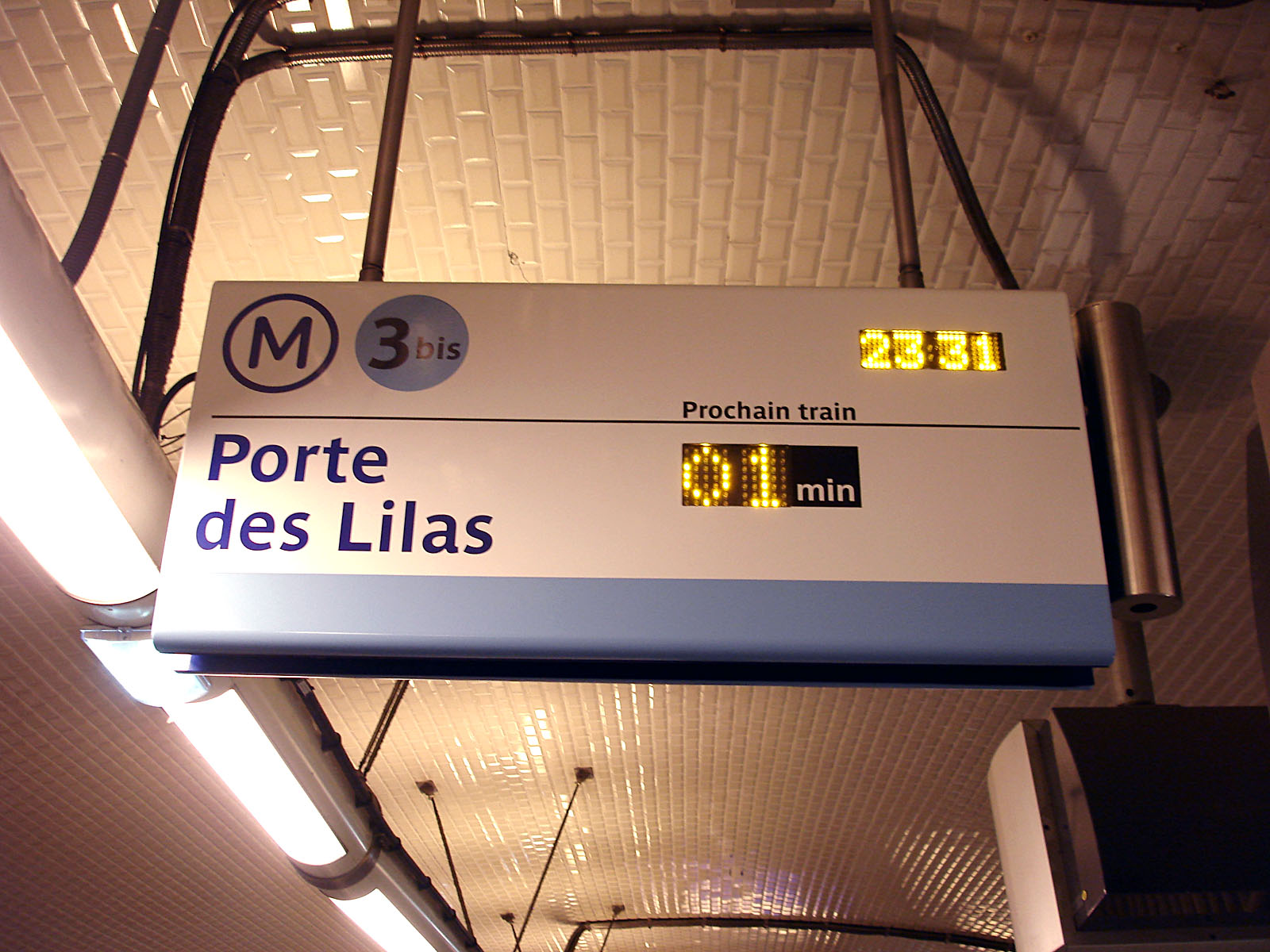
Vertrekbord op station Gambetta

|  |   |  | Station         | Arrondissement | Overstappen |
|  | - |  | --------------- | -------------- | ----------- |
|  | o |  | Gambetta        | 20e            | M 03        |
|  | o |  | Pelleport       | 20e            |             |
|  | o |  | Saint-Fargeau   | 20e            |             |
|  | o |  | Porte des Lilas | 19e, 20e       | M 11 T 3b   |

### Exploitatie
Een rit tussen de eindstations duurt slechts vier minuten. Overdag rijdt elke vier minuten een metro, 's avonds is dat elke zes minuten. Omdat deze lijn zo kort is rijden er korte MF 67-treinstellen van drie rijtuigen.

### Reizigersaantallen
In 2003, tijdens de laatste losse telling van het aantal reizigers op lijn 3bis, werden in het hele jaar 1.680.539 reizigers vervoerd. Doordeweeks telde de lijn 5.674 reizigers, op zaterdag 3.629 reizigers en op zondag 2.090 reizigers. De lijn is de minstgebruikte metrolijn in Parijs.

## Toekomst

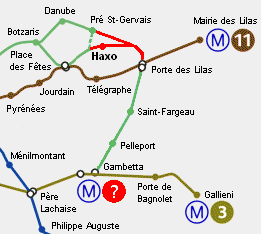
kaartje van de beoogde samenvoeging tussen lijn 3bis en lijn 7bis

Het STIF heeft besloten tot een fusie van de lijnen 3bis en 7bis. Dit zou betekenen dat de nu ongebruikte tunnel tussen de beide lijnen heropend zal worden, waardoor het nooit geopende station Haxo in functie kan komen. In een later stadium zou de dan ontstane lijn verlengd kunnen worden naar Château-Landon, nabij het Gare de l'Est. In de planning van het SDRIF is het samenvoegen van de metrolijnen 3bis en 7bis voorzien voor de periode na 2030.
Gambetta ·
Pelleport ·
Saint-Fargeau ·
Porte des Lilas